# Maria Nacy
Maria Nacy i Mossinghoff (Missouri, Estats Units, 1957) és una organista i professora de música catalana. Des de 1991 és professora titular d'orgue al Conservatori Municipal de Música de Barcelona.

## Vida i treball
Maria Nacy va començar a estudiar música a una edat jove. El piano va ser el seu instrument principal durant la seva infància i adolescència. A partir de 5è de primària va prendre classes addicionals de violí a la seva escola pública i més tard va passar a la viola amb classes particulars. Poc abans de complir els 14 anys, la família es va traslladar a Washington, D.C. al voltant. Maria Nacy va assistir a un institut privat allà i va tocar la viola a l'orquestra de corda d'aquella secundària sense interrompre els seus estudis intensius de piano. A través de la seva escola, va escoltar cada cop més l'orgue de tubs de la Catedral Nacional de Washington durant els serveis escolars, cosa que la va impressionar molt com a instrument. Maria Nacy inicialment no va poder pensar en aprendre a tocar l'orgue en aquest moment a causa d'altres tasques. Després de graduar-se a l'escola, Maria Nacy va marxar a Barcelona la tardor de 1975 per aprendre espanyol i piano. L'any 1980, Maria Nacy va tenir finalment l'oportunitat d'estudiar orgue al conservatori. El seu tercer instrument, l'orgue, es va convertir en el seu instrument principal (després del piano i el violí o viola).
Maria Nacy va estudiar orgue amb Montserrat Torrent (* 1926) al Conservatori Superior Municipal de Música de Barcelona i amb Michael Radulescu (* 1943) a la Universitat de Música i Arts Escèniques de Viena.
Com a concertista ha actuat a Europa i als Estats Units. A més de la seva tasca com a professora d'orgue al Conservatori Municipal de Música de Barcelona, Maria Nacy treballa com a organista a la parròquia de Sant Bartomeu i Santa Tecla de Sitges des de l'any 2002. És la responsable del cicle de concerts d'orgue que hi té lloc. Imparteix regularment classes magistrals a casa i a l'estranger, especialment sobre música antiga ibèrica. L'estiu de 2005 va fundar l'Acadèmia a l'Orgue Barroc de la Pobla de Cérvoles, dedicada a l'estudi de la música primitiva ibèrica i europea, de la qual és professora i directora artística.
De la seva extensa discografia, cal esmentar aquí els dos CD amb obres de Johan Sebastian Bach i del compositor alemany Julius Reubke (1834–1858), que va gravar a l'orgue de l'Església Dominicana de Montpeller (sud de França). També va gravar el CD “Cinc segles de música” a l'orgue del monestir de Vallbona de les Monges (Lleida, Catalunya) i un CD amb música antiga ibèrica a l'històric orgue de la Pobla de Cérvoles (Garrigues).